# グリーンチャンネル日高支局定期便
『グリーンチャンネル日高支局定期便』（グリーンチャンネルひだかしきょくていきびん）は、2010年1月17日から2012年12月16日までグリーンチャンネルで放送されていた北海道の競馬・馬事文化・馬産地関連の情報番組である。全74回。
北海道の日高支庁（2010年3月まで）→日高振興局（2010年4月以降）内に設けられたグリーンチャンネル日高支局を活用し、日高管内エリアで盛んな馬産業に関するトピックスを現地取材で伝えていた。主な出演者は、同支局駐在員の古谷剛彦と村本浩平。
番組終了後の2013年1月からは、同局で続編にあたる『馬産地通信』が放送されている。

## 放送時間
いずれも日本標準時。隔週日曜日に新作を放送していた。
- 日曜 17:00 - 17:30
- 火曜 16:00 - 16:30
- 木曜 19:30 - 20:00
- 金曜 15:30 - 16:00